# 2010年のセントラル・リーグクライマックスシリーズ
2010年のセントラル・リーグクライマックスシリーズは、2010年10月に開催された、日本プロ野球セントラル・リーグのクライマックスシリーズである。

## 概要
クライマックスシリーズは、日本選手権シリーズの出場権を懸けたプレーオフトーナメントである。

### ファーストステージ
2010年度レギュラーシーズン第2位阪神タイガースと同第3位読売ジャイアンツが3戦2勝先取制で争い、勝者がファイナルステージに進出する。
ファーストステージ限定でダンディハウスが特別協賛スポンサーとなり、「2010 ダンディハウス クライマックスシリーズ・セ ファーストステージ」として開催する。
会期：10月16日から10月18日(予備日:10月19日 - 19日までにすべての試合が消化できない場合は打ち切り)
セリーグのクライマックスシリーズでは初めて、屋外球場での試合が行われた。
球場：阪神甲子園球場

### ファイナルステージ
2010年度レギュラーシーズン第1位チームの中日ドラゴンズとファーストステージの勝者読売ジャイアンツが6戦4勝先取制で争い、勝者が日本選手権シリーズへの出場権を得る。なお1位チームにはあらかじめ1勝分のアドバンテージが与えられるため、中日は3勝すれば同シリーズ出場権を得ることになる。全試合先制したチームの勝利となった。
会期：10月20日から10月25日（予備日：10月26日、27日（27日までにすべての試合が消化できない場合は打ち切り）
球場：ナゴヤドーム

### トーナメント表
|  | 1stステージ（準決勝） | 1stステージ（準決勝） |                           |       | ファイナルステージ（決勝） | ファイナルステージ（決勝） |
|  |                       |                       |                           |       |                            |                            |
|  |                       |                       |                           |       |                            |                            |
|  |                       |                       |                           |       |                            |                            |
|  |                       |                       |                           |       |                            |                            |
|  |                       |                       | （6戦4勝制） ナゴヤドーム |       |                            |                            |
|  |                       |                       |                           |       |                            |                            |
|  | 中日                  | ☆○○●○                 |                           |       |                            |                            |
|  | 中日                  | ☆○○●○                 | （3戦2勝制） 甲子園球場   |       |                            |                            |
|  |                       |                       | 巨人                      | ★●●○● |                            |                            |
|  | 阪神                  | ●●                    | 巨人                      | ★●●○● |                            |                            |
|  | 阪神                  | ●●                    |                           |       |                            |                            |
|  | 巨人                  | ○○                    |                           |       |                            |                            |
|  | 巨人                  | ○○                    |                           |       |                            |                            |
|  |                       |                       |                           |       |                            |                            |
|  |                       |                       |                           |       |                            |                            |
|  |                       |                       |                           |       |                            |                            |
|  |                       |                       |                           |       |                            |                            |

☆・★=ファイナルステージのアドバンテージによる1勝・1敗分

## 日程

### ファーストステージ
| 日付                   | 試合  | ビジター球団（先攻） | スコア | ホーム球団（後攻） | 開催球場       |
| 10月16日（土）         | 第1戦 | 読売ジャイアンツ     | 3 - 1  | 阪神タイガース     | 阪神甲子園球場 |
| 10月17日（日）         | 第2戦 | 読売ジャイアンツ     | 7 - 6  | 阪神タイガース     | 阪神甲子園球場 |
| 勝者：読売ジャイアンツ |       |                      |        |                    |                |

### ファイナルステージ
| 日付                 | 試合           | ビジター球団（先攻） | スコア | ホーム球団（後攻） | 開催球場     |
| アドバンテージ       | アドバンテージ | 読売ジャイアンツ     |        | 中日ドラゴンズ     |              |
| 10月20日（水）       | 第1戦          | 読売ジャイアンツ     | 0 - 5  | 中日ドラゴンズ     | ナゴヤドーム |
| 10月21日（木）       | 第2戦          | 読売ジャイアンツ     | 0 - 2  | 中日ドラゴンズ     | ナゴヤドーム |
| 10月22日（金）       | 第3戦          | 読売ジャイアンツ     | 3 - 2  | 中日ドラゴンズ     | ナゴヤドーム |
| 10月23日（土）       | 第4戦          | 読売ジャイアンツ     | 3 - 4  | 中日ドラゴンズ     | ナゴヤドーム |
| 勝者：中日ドラゴンズ |                |                      |        |                    |              |

## 試合結果

### ファーストステージ

#### 第1戦（10月16日）
●阪神 1－3 巨人○　（阪神甲子園球場）
|      | 1 | 2 | 3 | 4 | 5 | 6 | 7 | 8 | 9 | R | H  | E |
| ---- | - | - | - | - | - | - | - | - | - | - | -- | - |
| 巨人 | 0 | 0 | 2 | 0 | 1 | 0 | 0 | 0 | 0 | 3 | 10 | 0 |
| 阪神 | 0 | 1 | 0 | 0 | 0 | 0 | 0 | 0 | 0 | 1 | 5  | 1 |

1. 巨：○東野（5回）- Hゴンザレス（2回2/3）- 久保（0回0/3）- S山口（1回1/3）
2. 神：●能見（5回）- 渡辺（2回）- 久保田（2回）
3. 勝利：東野（1勝）
4. セーブ：山口（1S）
5. 敗戦：能見（1敗）
6. 本塁打
巨：坂本1号（3回1点・能見）
神：ブラゼル1号（2回1点・東野）
7. * 開始 14時00分　観衆 46,868人　時間 3時間9分
  - 審判　球審＝佐々木 塁審＝名幸、眞鍋、敷田　外審＝吉本、西本

オーダー
| 巨人 | 巨人     | 巨人       |
| 打順 | 守備     | 選手       |
| ---- | -------- | ---------- |
| 1    | [遊]     | 坂本       |
| 2    | [一]右   | 亀井       |
| 3    | [三]一   | 小笠原     |
| 4    | [左]     | ラミレス   |
|      | 三       | 脇谷       |
| 5    | [捕]     | 阿部       |
| 6    | [右]     | 高橋由     |
|      | 投       | ゴンザレス |
|      | 投       | 久保       |
|      | 投       | 山口       |
| 7    | [中]右左 | 長野       |
| 8    | [二]     | 古城       |
| 9    | [投]     | 東野       |
|      | 中       | 松本       |

| 阪神 | 阪神     | 阪神     |
| 打順 | 守備     | 選手     |
| ---- | -------- | -------- |
| 1    | [遊]     | 鳥谷     |
| 2    | [中]二中 | 平野     |
| 3    | [左]     | マートン |
| 4    | [三]     | 新井     |
| 5    | [一]     | ブラゼル |
|      | 二       | 大和     |
| 6    | [捕]     | 城島     |
| 7    | [右]     | 林       |
|      | 打       | 藤川俊   |
| 8    | [二]     | 坂       |
|      | 投       | 久保田   |
|      | 打       | 桜井     |
| 9    | [投]     | 能見     |
|      | 打       | 金本     |
|      | 投       | 渡辺     |
|      | 中       | 浅井     |
|      | 打一     | 関本     |

伝統の一戦と呼ばれ、天覧試合でのサヨナラ本塁打、バックスクリーン3連発など数々の名勝負を繰り広げた阪神と巨人が初めてポストシーズンで顔を合わせることになった。阪神にとってはCS初の甲子園での開催となった。阪神は『巨人キラー』の能見、巨人は13勝を挙げ飛躍を遂げた東野が先発。その阪神は2回裏にブラゼルのソロ本塁打で1点を先制。しかし巨人も3回表にすぐさま反撃、坂本のソロ本塁打で同点とすると小笠原の適時打で逆転に成功する。5回表にも小笠原のこの日2本目の適時打で1点を追加した。阪神は8回裏に満塁のチャンスをつくるもののブラゼルが巨人4番手山口の前に凡退し得点ならず。9回裏も山口で抑えた巨人がファイナルステージ進出へ王手をかけた。巨人の先発・東野はポストシーズン初勝利。阪神は対巨人戦7連勝中だった能見が打たれ、打線も散発5安打1得点とふるわず初戦を落とした。

#### 第2戦（10月17日）
●阪神 6－7 巨人○　（阪神甲子園球場）
|      | 1 | 2 | 3 | 4 | 5 | 6 | 7 | 8 | 9 | R | H  | E |
| ---- | - | - | - | - | - | - | - | - | - | - | -- | - |
| 巨人 | 0 | 0 | 0 | 0 | 2 | 0 | 3 | 2 | 0 | 7 | 14 | 1 |
| 阪神 | 2 | 0 | 1 | 0 | 1 | 2 | 0 | 0 | 0 | 6 | 10 | 2 |

1. 巨：朝井（1回）- グライシンガー（3回）- MICHEAL（1回）- 高木（1回）- ○越智（1回1/3）- S山口（1回2/3）
2. 神：神：久保（6回）- 久保田（1回）- ●藤川球（2回）
3. 勝利：越智（1勝）
4. セーブ：山口（2S）
5. 敗戦：藤川球（1敗）
6. 本塁打
巨：高橋由1号（7回2点・久保田）
7. * 開始 14時00分　観衆 46,875人　時間 3時間46分
  - 審判　球審＝敷田 塁審＝眞鍋、吉本、西本　外審＝佐々木、名幸

オーダー
| 巨人 | 巨人   | 巨人           |
| 打順 | 守備   | 選手           |
| ---- | ------ | -------------- |
| 1    | [遊]   | 坂本           |
| 2    | [一]   | 亀井           |
|      | 三     | 寺内           |
| 3    | [三]一 | 小笠原         |
| 4    | [左]   | ラミレス       |
|      | 走中   | 鈴木尚         |
| 5    | [捕]   | 阿部           |
| 6    | [右]   | 高橋由         |
| 7    | [中]左 | 長野           |
| 8    | [二]   | 古城           |
|      | 投     | 越智           |
|      | 投     | 山口           |
| 9    | [投]   | 朝井           |
|      | 打     | 李承燁         |
|      | 投     | グライシンガー |
|      | 打     | 松本           |
|      | 投     | MICHEAL        |
|      | 打     | 谷             |
|      | 投     | 高木           |
|      | 二     | 脇谷           |

| 阪神 | 阪神   | 阪神     |
| 打順 | 守備   | 選手     |
| ---- | ------ | -------- |
| 1    | [右]左 | マートン |
| 2    | [二]   | 平野     |
| 3    | [遊]   | 鳥谷     |
| 4    | [三]   | 新井     |
| 5    | [捕]   | 城島     |
| 6    | [一]   | ブラゼル |
| 7    | [左]   | 桜井     |
|      | 右     | 浅井     |
| 8    | [中]   | 藤川俊   |
| 9    | [投]   | 久保     |
|      | 打     | 上本     |
|      | 投     | 久保田   |
|      | 打     | 桧山     |
|      | 投     | 藤川球   |

阪神は14勝の勝ち頭久保、巨人は夏場に楽天から移籍して4勝を挙げた朝井が先発。阪神は1回裏に新井、ブラゼルの適時打で2点を先制。3回裏にも桜井の犠牲フライで1点を加える。巨人は5回表に小笠原の適時打とラミレスの犠牲フライで1点差にまで詰め寄るが、阪神は5回裏にブラゼルの犠牲フライ、6回裏に平野の2点適時三塁打で一気に突き放す。しかし巨人は7回表に久保田からエラー絡みで1点を返すと高橋由に2ラン本塁打が飛び出し再び1点差にまで迫る。阪神は8回表から守護神・藤川球を投入し逃げ切りを図るが、ラミレスに2点適時打を打たれ逆転を許し、常に劣勢だった巨人がこの試合初めてリードを奪った。最後は第1戦同様山口が抑えて試合終了。巨人が連勝でファイナルステージ進出を決めた。一方阪神は2つのエラーが共に失点につながり、8回表から藤川球を投入する継投策も裏目に出て2試合連続の逆転負けで、ここまで出場した3回ともすべてファーストステージでの敗退となった。

### ファイナルステージ

#### 第1戦（10月20日）
○中日 5－0 巨人●（ナゴヤドーム）
|      | 1 | 2 | 3 | 4 | 5 | 6 | 7 | 8 | 9 | R | H  | E |
| ---- | - | - | - | - | - | - | - | - | - | - | -- | - |
| 巨人 | 0 | 0 | 0 | 0 | 0 | 0 | 0 | 0 | 0 | 0 | 8  | 0 |
| 中日 | 4 | 0 | 0 | 0 | 0 | 0 | 1 | 0 | X | 5 | 12 | 1 |

1. 巨：●東野（4回）- MICHEAL（2回）- 藤井（1回）- クルーン（1回）
2. 中：○チェン（6回2/3）- 高橋（0回1/3）- 浅尾（1回）- 岩瀬（1回）
3. 勝利：チェン（1勝）
4. 敗戦：東野（1敗）
5. * 開始 18時00分　観衆 37,659人　時間 3時間30分
  - 審判　球審＝橘高　塁審＝嶋田、木内、真鍋　外審＝森、本田

オーダー
| 巨人 | 巨人   | 巨人     |
| 打順 | 守備   | 選手     |
| ---- | ------ | -------- |
| 1    | [二]   | 脇谷     |
| 2    | [一]   | 亀井     |
|      | 投     | 藤井     |
|      | 投     | クルーン |
|      | 打     | 谷       |
| 3    | [三]   | 小笠原   |
| 4    | [左]   | ラミレス |
| 5    | [捕]   | 阿部     |
| 6    | [右]一 | 高橋由   |
| 7    | [中]   | 長野     |
|      | 投     | MICHEAL  |
|      | 打中   | 松本     |
| 8    | [遊]   | 古城     |
| 9    | [投]   | 東野     |
|      | 打中右 | 矢野     |

| 中日 | 中日   | 中日     |
| 打順 | 守備   | 選手     |
| ---- | ------ | -------- |
| 1    | [遊]   | 荒木     |
| 2    | [中]右 | 英智     |
| 3    | [三]一 | 森野     |
| 4    | [左]   | 和田     |
|      | 二     | 岩﨑達   |
| 5    | [一]   | ブランコ |
|      | 投     | 岩瀬     |
| 6    | [右]左 | 藤井     |
| 7    | [捕]   | 谷繁     |
| 8    | [二]三 | 堂上直   |
| 9    | [投]   | チェン   |
|      | 投     | 髙橋     |
|      | 打     | 井端     |
|      | 投     | 浅尾     |
|      | 中     | 大島     |

中日は1回裏に森野の適時打で先制、さらにブランコの適時二塁打と藤井の2点適時打で4点を挙げ、7回裏には堂上直の適時打でリードを広げる。中日先発のチェンは6回2/3を投げ7安打を許すも、要所を締めて無失点の好投。その後は髙橋・浅尾・岩瀬と勝ちパターンの継投で巨人を完封。中日がアドバンテージの1勝を含めて対戦成績を2勝0敗とした。巨人は中3日登板の東野を先発に立てるが立ち上がりに失点し、打線も4回表に一死一・三塁、5回表には二死満塁のチャンスを作ったものの、あと一本が出なかった。また巨人はリードオフマン・坂本が試合前練習で腰を痛め、試合を欠場する誤算があった。

#### 第2戦（10月21日）
○中日 2－0 巨人●（ナゴヤドーム）
|      | 1 | 2 | 3 | 4 | 5 | 6 | 7 | 8 | 9 | R | H | E |
| ---- | - | - | - | - | - | - | - | - | - | - | - | - |
| 巨人 | 0 | 0 | 0 | 0 | 0 | 0 | 0 | 0 | 0 | 0 | 5 | 0 |
| 中日 | 0 | 1 | 1 | 0 | 0 | 0 | 0 | 0 | X | 2 | 6 | 0 |

1. 巨：●内海（6回）- 久保（2回）
2. 中：○吉見（7回1/3）- H髙橋（1回）- S浅尾（0回2/3）
3. 勝利：吉見（1勝）
4. セーブ：浅尾（1S）
5. 敗戦：内海（1敗）
6. * 開始 18時00分　観衆 37,298人　時間 2時間53分
  - 審判　球審＝真鍋　塁審＝木内、森、本田　外審＝橘高、嶋田

オーダー
| 巨人 | 巨人 | 巨人     |
| 打順 | 守備 | 選手     |
| ---- | ---- | -------- |
| 1    | [二] | 脇谷     |
| 2    | [一] | 亀井     |
| 3    | [三] | 小笠原   |
| 4    | [左] | ラミレス |
| 5    | [捕] | 阿部     |
| 6    | [右] | 高橋由   |
| 7    | [中] | 長野     |
| 8    | [遊] | 古城     |
| 9    | [投] | 内海     |
|      | 打   | 矢野     |
|      | 投   | 久保     |

| 中日 | 中日 | 中日     |
| 打順 | 守備 | 選手     |
| ---- | ---- | -------- |
| 1    | [遊] | 荒木     |
| 2    | [中] | 英智     |
| 3    | [三] | 森野     |
| 4    | [左] | 和田     |
| 5    | [一] | ブランコ |
| 6    | [右] | 藤井     |
| 7    | [捕] | 谷繁     |
| 8    | [二] | 堂上直   |
|      | 打   | 堂上剛   |
|      | 二   | 岩﨑達   |
| 9    | [投] | 吉見     |
|      | 投   | 髙橋     |
|      | 投   | 浅尾     |

中日は2回裏に吉見の適時打で先制。3回裏にはブランコの犠牲フライで1点を追加。中日先発・吉見は7回1/3を被安打5・奪三振6・無失点の好投、後を継いだ髙橋・浅尾もパーフェクトリリーフで序盤の2点を守り切り、中日が連勝で日本シリーズ出場に王手をかけた（クライマックスシリーズでの連続完封勝利はセ・パ通じて史上初）。巨人先発の内海は6回を投げて被安打6・奪三振5・2失点にまとめたが、小笠原・ラミレス・阿部のクリーンアップが揃って無安打に終わるなど、打線の援護に恵まれなかった。なお第1戦の試合前に負傷した巨人の坂本は、第2戦も欠場した。

#### 第3戦（10月22日）
●中日 2－3 巨人○（ナゴヤドーム）
|      | 1 | 2 | 3 | 4 | 5 | 6 | 7 | 8 | 9 | R | H | E |
| ---- | - | - | - | - | - | - | - | - | - | - | - | - |
| 巨人 | 0 | 0 | 0 | 0 | 1 | 1 | 0 | 0 | 1 | 3 | 8 | 0 |
| 中日 | 0 | 0 | 0 | 0 | 0 | 0 | 0 | 2 | 0 | 2 | 6 | 2 |

1. 巨：朝井（6回）- H久保（1回）- ○越智（1回）- S山口（1回）
2. 中：山井（6回）- 三瀬（1回2/3）- 河原（0回1/3）- ●岩瀬（1回）
3. 勝利：越智（1勝）
4. セーブ：山口（1S）
5. 敗戦：岩瀬（1敗）
6. 本塁打
巨：阿部1号（9回1点・岩瀬）
中：野本1号（8回2点・越智）
7. * 開始 18時00分　観衆 38,432人　時間 3時間03分
  - 審判　球審＝本田　塁審＝森、橘高、嶋田　外審＝真鍋、木内

オーダー
| 巨人 | 巨人   | 巨人     |
| 打順 | 守備   | 選手     |
| ---- | ------ | -------- |
| 1    | [二]   | 脇谷     |
| 2    | [中]   | 松本     |
| 3    | [三]一 | 小笠原   |
| 4    | [左]   | ラミレス |
|      | 三     | 寺内     |
| 5    | [捕]   | 阿部     |
| 6    | [一]右 | 高橋由   |
| 7    | [右]左 | 矢野     |
| 8    | [遊]   | 古城     |
| 9    | [投]   | 朝井     |
|      | 打     | 坂本     |
|      | 投     | 久保     |
|      | 投     | 越智     |
|      | 打     | 谷       |
|      | 投     | 山口     |

| 中日 | 中日 | 中日     |
| 打順 | 守備 | 選手     |
| ---- | ---- | -------- |
| 1    | [遊] | 荒木     |
| 2    | [中] | 英智     |
| 3    | [三] | 森野     |
| 4    | [左] | 和田     |
| 5    | [一] | ブランコ |
| 6    | [右] | 藤井     |
|      | 二   | 井端     |
| 7    | [捕] | 谷繁     |
| 8    | [二] | 堂上直   |
|      | 打   | 大島     |
|      | 投   | 岩瀬     |
| 9    | [投] | 山井     |
|      | 打   | 中田亮   |
|      | 投   | 三瀬     |
|      | 投   | 河原     |
|      | 打右 | 野本     |

巨人は5回表に脇谷が適時二塁打を放ち、ファイナルステージ3戦目で初めて先手を奪うと、続く6回表にも高橋由の二塁打で一塁走者ラミレスが好走塁で本塁を陥れさらに1点を追加する。中日は8回裏に野本が2ラン本塁打を放って同点に追いつくものの、巨人は9回表に阿部がこの回から登板した中日の守護神・岩瀬からソロ本塁打を放ち勝ち越しに成功。これが決勝点となり、巨人がファイナルステージ初勝利を挙げた。巨人先発・朝井は緩急を使った投球で6回無失点の好投（被安打は初回の先頭打者である荒木の1安打のみ）。要所で投げるスローカーブが効果的で、中日打線に的を絞らせなかった。

#### 第4戦（10月23日）
○中日 4x－3 巨人●（ナゴヤドーム）
|      | 1 | 2 | 3 | 4 | 5 | 6 | 7 | 8 | 9  | R | H  | E |
| ---- | - | - | - | - | - | - | - | - | -- | - | -- | - |
| 巨人 | 0 | 0 | 0 | 0 | 0 | 0 | 0 | 1 | 2  | 3 | 11 | 0 |
| 中日 | 0 | 0 | 0 | 2 | 0 | 0 | 0 | 1 | 1x | 4 | 8  | 0 |

1. 巨：グライシンガー（4回）- 高木（0回2/3）- MICHEAL（1回1/3）- クルーン（1回）- 山口（1回）- ●久保（0回1/3）
2. 中：山本昌（4回1/3）- H河原（1回2/3）- H髙橋（1回1/3）- ○浅尾（1回2/3）
3. 勝利：浅尾（1勝1S）
4. 敗戦：久保（1敗）
5. * 開始 18時00分　観衆 38,432人　時間 3時間57分
  - 審判　球審＝嶋田　塁審＝橘高、真鍋、木内　外審＝本田、森

オーダー
| 巨人 | 巨人 | 巨人           |
| 打順 | 守備 | 選手           |
| ---- | ---- | -------------- |
| 1    | [遊] | 坂本           |
| 2    | [二] | 脇谷           |
| 3    | [三] | 小笠原         |
| 4    | [左] | ラミレス       |
| 5    | [捕] | 阿部           |
| 6    | [一] | 高橋由         |
| 7    | [中] | 矢野           |
|      | 走中 | 鈴木尚         |
| 8    | [右] | 東野           |
|      | 右   | 谷             |
| 9    | [投] | グライシンガー |
|      | 打   | 長野           |
|      | 投   | 高木           |
|      | 投   | MICHEAL        |
|      | 打   | 亀井           |
|      | 投   | クルーン       |
|      | 投   | 山口           |
|      | 打   | 松本           |
|      | 投   | 久保           |

| 中日 | 中日   | 中日     |
| 打順 | 守備   | 選手     |
| ---- | ------ | -------- |
| 1    | [遊]   | 荒木     |
| 2    | [中]   | 大島     |
|      | 投     | 浅尾     |
|      | 打     | 中田亮   |
| 3    | [三]一 | 森野     |
| 4    | [左]   | 和田     |
| 5    | [一]   | ブランコ |
|      | 三     | 堂上直   |
| 6    | [右]   | 藤井     |
|      | 投     | 髙橋     |
|      | 中     | 英智     |
| 7    | [二]   | 井端     |
| 8    | [捕]   | 小田     |
|      | 捕     | 谷繁     |
| 9    | [投]   | 山本昌   |
|      | 投     | 河原     |
|      | 右     | 藤井     |

中日は4回裏に小田の適時二塁打で2点を先制。巨人は8回表に小笠原の犠飛で1点を返すが、中日は8回裏に谷繁の押し出し四球により1点を追加して突き放す。巨人は9回表に中日4番手の浅尾から矢野の適時二塁打と松本の内野ゴロの間に2点を奪い、土壇場で同点に持ち込んだが、中日は9回裏に巨人6番手の久保から和田が前進守備の左翼・ラミレスの頭上を越えるサヨナラ安打を放ち熱戦に決着を付けた（和田のポストシーズンでのサヨナラ打は、西武時代の2004年のプレーオフ第1ステージ第3戦のサヨナラ本塁打以来で自身2度目）。中日がファイナルステージ対戦成績4勝1敗（アドバンテージの1勝を含む）で、3年ぶり9回目の日本シリーズ進出を決めた。坂本がスタメンに復帰した巨人は中日を上回る11安打を放ったが、序盤から中盤でのチャンスを生かせなかった。中日のポストシーズンにおけるサヨナラ勝ちは1974年の日本シリーズ第1戦以来36年ぶり、また巨人のポストシーズンにおけるサヨナラ負けは1994年の日本シリーズ第4戦以来16年ぶり。中日はセ・リーグクライマックスシリーズ初のサヨナラ勝利。また、クライマックスシリーズの優勝がサヨナラゲームで決まったのは今回がセ・パを通して初である（クライマックスの前身となるパシフィック・リーグプレーオフでは2006年・北海道日本ハムファイターズが福岡ソフトバンクホークスとの第2戦でサヨナラ勝ち（1x-0）の例がある）。
なお、シリーズMVPは本試合でサヨナラ安打を記録した中日・和田一浩が受賞した。

## テレビ・ラジオ放送

### テレビ放送

#### ファーストステージ放送日程
第1戦（10月16日）
- 毎日放送（MBS）《近畿広域圏ローカル》
  - 実況：近藤亨、解説：一枝修平、亀山つとむ、ゲスト解説：清水直行（横浜投手）、リポーター：金山泉、井上雅雄（阪神サイド）、林正浩、新夕悦男（TBS、巨人サイド）
  - 放送時間：13:54 - 17:30（30分延長。『住人十色』は放送休止）
- NHK BShi 104ch （臨時放送用のチャンネル、メインチャンネルが日本オープンゴルフを放送するため。臨時放送用のチャンネルで試合開始から中継放送を行う事例は2000年12月の開局以来初めてのケースとなる）
  - 実況：広坂安伸、解説：今中慎二、リポート：田中崇裕（阪神サイド）、豊原謙二郎（巨人サイド）
  - 放送時間：14:00 - 試合終了まで
- GAORA
  - 放送時間：13:45 - 17:28（試合終了まで）
  - 実況：中井雅之、解説：大熊忠義、リポート：土井麻由実（阪神サイドのみ）

第2戦（10月17日）
- 朝日放送（ABC）《近畿広域圏ローカル》
  - 実況：清水次郎、解説：吉田義男、福本豊、リポート：堀友理子（阪神サイドのみ）
  - 放送時間：14:00 - 15:55
- サンテレビ《ABCからのリレー中継　制作：ABC》
  - 放送時間：15:55 - 試合終了まで
- スカイ・A sports＋《ABCと同時生中継　共同制作：ABC》
  - 実況、解説、リポーターはABCと同じ。
  - 放送時間：13:45 - 17:30（試合終了まで）
- NHK BShi、NHKワールド・プレミアム
  - 実況：田中崇裕、解説：小早川毅彦、リポート：塚本貴之（阪神サイド）、豊原謙二郎（巨人サイド）
  - 放送時間：14:00 - 試合終了まで

第3戦（10月18日）が行われた場合は、読売テレビ（YTV）《近畿広域圏ローカル》（実況：小澤昭博、解説：川藤幸三、水野雄仁）、NHK BShi（実況：冨坂和男、解説：大島康徳）とGAORA（実況：寺西裕一、解説は未定）で放送される予定だった。また、2試合とも地上波は関東地方（第1戦：TBSテレビ、第2戦：テレビ朝日（EX）。第3戦が行われた場合は日本テレビ（NTV））にはネットされなかった。
なお、NHK BShiは衛星放送の完全デジタル化周知徹底により2010年度で放送を終了し、BS2波に一本化する方針（NHKデジタル衛星ハイビジョン#概要参照）から、BShiにおけるプロ野球放送はこれが最後となった。

#### ファイナルステージ放送日程
第1戦（10月20日）
- 中部日本放送（CBC）《中京広域圏ローカル》
  - 実況：高田寛之、解説：山田久志、立浪和義、リポーター：伊藤敦基（両サイド兼務）
  - 放送時間：19:00 - 20:54
- NHK衛星第1
  - 実況：冨坂和男、解説：今中慎二、リポーター：広坂安伸（中日サイド）、宮田貴行（巨人サイド）
  - 放送時間：18:00 - 21:30
- J sports 2
  - 17:55 - 22:00(試合終了まで)
  - 実況：水分貴雅、解説：木俣達彦、デニー友利

第2戦（10月21日）
- 中部日本放送（CBC）《TBS系列[4]11局ネット》
  - 実況：伊藤敦基、解説：牛島和彦、衣笠祥雄[5] リポーター：若狭敬一（中日サイド）、新タ悦男（TBS、巨人サイド）
  - 放送時間：19:00 - 20:54
- NHK衛星第1
  - 実況：小野塚康之、解説：山本和行、リポーター：大蔵哲士（中日サイド）、冨坂和男（巨人サイド）
  - 放送時間：18:00 - 21:30
- J sports 2
  - 実況：角上清司、解説：小松辰雄、ゲスト解説：山﨑武司（東北楽天ゴールデンイーグルス）
  - 17:55 - 22:00（試合終了まで）

第3戦（10月22日）
- 東海テレビ（THK）《中京広域圏ローカル》
  - 実況：加藤晃、解説：谷沢健一、立浪和義、リポーター：森脇淳（中日サイド）、斉藤誠征（巨人サイド）
  - 放送時間：19:00 - 20:54
- NHK衛星第1
  - 実況：広坂安伸、解説：伊東勤
  - 放送時間：18:00 - 21:30
- J sports 2
  - 実況：石原敬士、解説：笘篠賢治
  - 放送時間：17:55 - 22:00（試合終了まで）

第4戦（10月23日）
- 東海テレビ（THK）《フジテレビ系列 ※テレビ大分[6]を除く》
  - 実況：森脇淳、解説：高木豊、立浪和義、ゲスト解説：石川雅規（ヤクルト投手）、リポーター：加藤晃（中日サイド）、渡辺和洋（CX、巨人サイド）
  - 放送時間：18:30 - 22:04（全国放送は19:03 - 22:04、70分延長）
- フジテレビONE
  - 実況：斉藤誠征（THK）、解説：鈴木孝政
  - 放送時間：17:57 - 19:00（トップナイター）

第5戦以降が実施されていた場合、第5戦は東海テレビ《フジテレビ系列》とフジテレビONE（トップ中継）、第6戦はテレビ愛知（TVA）《テレビ東京系列》とJ sports 2、NHK衛星第1で中継される予定だった。

### ラジオ放送

#### ファーストステージ放送日程
第1戦（10月16日）
- ABCラジオ《近畿広域圏ローカル》
  - 実況：楠淳生、解説：福本豊、リポーター：岩本計介（両サイド兼務）
  - 放送時間：13:55 -（試合終了まで）
- MBSラジオ《SFとの2局ネット》
  - 実況：赤木誠、解説：掛布雅之、リポーター：井上雅雄（阪神サイド）、胡口和雄（LF、巨人サイド）
  - 放送時間：MBSは13:55 -、SFは14:00 -（試合終了まで）
- ニッポン放送（LF）《関東広域圏ローカル》
  - 実況：師岡正雄、解説：若松勉、リポーター：井上雅雄（MBS、阪神サイド）、胡口和雄（巨人サイド）
  - 放送時間：14:00 -（試合終了まで）
- CBCラジオ《中京広域圏ローカル》
  - 実況：角上清司、解説：山田久志、リポーター：水分貴雅（両サイド兼務）
  - 放送時間：13:57 -（試合終了まで）
- NHKラジオ第1（近畿地方のみ）
  - 実況：塚本貴之、解説：山本和行、リポーター：田中崇裕（阪神サイド）、豊原謙二郎（巨人サイド）
  - 放送時間：13:45 -（試合終了まで）

第2戦（10月17日）
- ABCラジオ《近畿広域圏ローカル》
  - 実況：伊藤史隆、解説：有田修三、リポーター：岩本計介（阪神サイド）、椎野茂（TBS、巨人サイド）
  - 放送時間：13:30 -（試合終了まで）
- MBSラジオ《SFとの2局ネット》
  - 実況：井上雅雄、解説：亀山つとむ、リポーター：金山泉（阪神サイド）、師岡正雄（LF、巨人サイド)
  - 放送時間：MBSは13:55 -、SFは14:00 -（試合終了まで）
- TBSラジオ《関東広域圏ローカル》
  - 実況：林正浩、解説：元木大介、ゲスト：石川雅規（ヤクルト投手）、リポーター：新夕悦男（阪神サイド）、椎野茂（巨人サイド）
  - 放送時間：14:00 -（試合終了まで）
- ニッポン放送（LF）《関東広域圏ローカル》
  - 実況：胡口和雄、解説：江本孟紀、リポーター：金山泉（MBS、阪神サイド）、師岡正雄（巨人サイド)
  - 放送時間：14:00 -（試合終了まで）
- CBCラジオ《中京広域圏ローカル》
  - 実況：水分貴雅、解説：彦野利勝、リポーター：角上清司（両サイド兼務）
  - 放送時間：13:57 -（試合終了まで）

※第3戦が実施されていたら、上記の中継体制で放送される予定だった。

#### ファイナルステージ放送日程
第1戦（10月20日）
- CBCラジオ《中京広域圏ローカル》
  - 実況：宮部和裕、解説：牛島和彦、リポーター：角上清司（両サイド兼務）
  - 放送時間：17:57 -（試合終了まで）
- 東海ラジオ（SF）《MBS[7]との2局ネット》
  - 実況：森貴俊、解説：平野謙、リポーター：北山靖（中日サイド）、胡口和雄（LF、巨人サイド）
  - 放送時間：SFは17:45 -、MBSは17:54 -（試合終了まで）
- TBSラジオ《関東広域圏ローカル》
  - 実況：林正浩、解説：元木大介、ゲスト：清水直行（横浜投手）リポーター：椎野茂（中日サイド）、新夕悦男（巨人サイド）
  - 放送時間：17:50 -（試合終了まで）
- ニッポン放送（LF）《関東広域圏ローカル》
  - 実況：松本秀夫、解説：江本孟紀、リポーター：師岡正雄（中日サイド）、胡口和雄（巨人サイド）
  - 放送時間：17:40 -（試合終了まで）
- ABCラジオ[7]《近畿広域圏ローカル》
  - 実況：岩本計介、解説：湯舟敏郎、リポーター：清水次郎
  - 放送時間：17:25 -（試合終了まで）
- アール・エフ・ラジオ日本《CBC制作の裏送り》
  - 実況：若狭敬一（CBC）、解説：小松辰雄、リポーター：角上清司（CBC、中日サイド）、小林幸明（巨人サイド）
  - 放送時間：17:55 -（試合終了まで）
- NHKラジオ第1（東海3県のみ） 
  - 実況：大蔵哲士、解説：河村保彦、リポーター：広坂安伸（中日サイド）、宮田貴行（巨人サイド）
  - 放送時間：18:00 - 18:50、19:30 - 21:30

第2戦（10月21日）
- CBCラジオ《中京広域圏ローカル》
  - 実況：高田寛之、解説：山田久志、リポーター：水分貴雅（両サイド兼務）
  - 放送時間：17:57 -（試合終了まで）
- 東海ラジオ（SF）《MBSとの2局ネット》
  - 実況：大澤広樹、解説：宇野勝、リポーター：吉川秀樹（中日サイド）、松本秀夫（LF、巨人サイド）
  - 放送時間：SFは17:45 -、MBSは17:54 -（試合終了まで）
- TBSラジオ《関東広域圏ローカル》
  - 実況：椎野茂、解説：田淵幸一、リポーター：林正浩（中日サイド）、戸崎貴広（巨人サイド）
  - 放送時間：17:50 -（試合終了まで）
- ニッポン放送（LF）《関東広域圏ローカル》
  - 実況：胡口和雄、解説：大矢明彦、リポーター：師岡正雄（中日サイド）、松本秀夫（巨人サイド）
  - 放送時間：17:40 -（試合終了まで）
- ABCラジオ《近畿広域圏ローカル》
  - 実況：中邨雄二、解説：福本豊、ゲスト：矢野燿大（前阪神、この年で現役引退）、リポーター：清水次郎
  - 放送時間：17:25 -（試合終了まで）
- アール・エフ・ラジオ日本《CBC制作の裏送り》
  - 実況：西村俊仁（CBC）、解説：彦野利勝、リポーター：水分貴雅（CBC、中日サイド）、小林幸明（巨人サイド）
  - 放送時間：17:55 -（試合終了まで）
- NHKラジオ第1（東海3県のみ） 
  - 実況：宮田貴行、解説：河村保彦、今中慎二、リポーター：大蔵哲士（中日サイド）、冨坂和男（巨人サイド）
  - 放送時間：18:00 - 18:50、19:30 - 21:30

第3戦（10月22日）
- CBCラジオ《中京広域圏ローカル》
  - 実況：久野誠、解説：高木守道
  - 放送時間：17:57 -（試合終了まで）
- 東海ラジオ（SF）《MBSとの2局ネット》
  - 実況：村上和宏、解説：鈴木孝政、リポーター：大澤広樹（中日サイド）、松本秀夫（LF、巨人サイド）
  - 放送時間：SFは17:45 -、MBSは17:54 -（試合終了まで）
- TBSラジオ《関東広域圏ローカル》
  - 実況：新夕悦男、解説：槙原寛己
  - 放送時間：17:50 -（試合終了まで）
- ニッポン放送（SF）《関東広域圏ローカル》
  - 実況：師岡正雄 解説：田尾安志 ゲスト：川相昌弘（前・中日2軍監督）、リポーター：山田透（中日サイド）、松本秀夫（巨人サイド）
  - 放送時間：17:40 -（試合終了まで）
- ABCラジオ《近畿広域圏ローカル》
  - 実況：清水次郎、解説：赤星憲広
  - 放送時間：17:25 -（試合終了まで）
- アール・エフ・ラジオ日本《CBC制作の裏送り》
  - 実況：宮部和裕（CBC）、解説：木俣達彦、リポーター：不明（CBC、中日サイド）、小林幸明（巨人サイド）
  - 放送時間：17:55 -（試合終了まで）
- NHKラジオ第1、NHKワールド・ラジオ日本
  - 実況：竹林宏、解説：鈴木啓示、リポーター：大蔵哲士（中日サイド）、宮田貴行（巨人サイド）
  - 放送時間：18:05 - 18:50、19:30 - 21:30
    - NHKワールド・ラジオ日本は18時台は独自編成（国際放送独自のニュース、海外安全情報、弾き語りフォーユー）に差し替え。19:30から実質飛び乗りでの放送。

第4戦（10月23日）
- CBCラジオ《中京広域圏ローカル》
  - 実況：角上清司、解説：木俣達彦
  - 放送時間：17:57 -（試合終了まで）
- 東海ラジオ（SF）《MBSとの2局ネット》
  - 実況：北山靖、解説：谷澤健一、リポーター：大澤広樹（中日サイド）、師岡正雄（LF、巨人サイド）
  - 放送時間：SFは17:45 -、MBSは17:59 -（試合終了まで）
- TBSラジオ《関東広域圏ローカル》
  - 実況：戸崎貴広、解説：佐々木主浩
  - 放送時間：17:50 -（試合終了まで）
- ニッポン放送（LF）《関東広域圏ローカル》
  - 実況：松本秀夫、解説：江本孟紀、ゲスト：野村克也（楽天名誉監督）、リポーター：山田透（中日サイド）、師岡正雄（巨人サイド）
  - 放送時間：17:30 -（試合終了まで）
- ABCラジオ《近畿広域圏ローカル》
  - 実況：伊藤史隆、解説：有田修三
  - 放送時間：17:30 -（試合終了まで）
- アール・エフ・ラジオ日本《CBC制作の裏送り》
  - 実況：伊藤敦基（CBC）、解説：彦野利勝、リポーター：不明（CBC、中日サイド）、小林幸明（巨人サイド）
  - 放送時間：17:55 -（試合終了まで）
- NHKラジオ第1、NHKワールド・ラジオ日本
  - 実況：田中崇裕、解説：小早川毅彦、リポーター：大蔵哲士（中日サイド）、宮田貴行（巨人サイド）
  - 放送時間：18:05 - 18:50、19:20 - 21:00
    - NHKワールド・ラジオ日本は18時台（18:05 - 18:50）は独自編成（FM放送の「にっぽんのうた・世界の歌」(日本国内より1日遅れの時差放送)など）に差し替え。19:20から実質飛び乗りでの放送。

第5戦以降が実施されていた場合、以下の体制で中継される予定だった。
- CBCラジオ《中京広域圏ローカル》
  - 実況：水分貴雅（第5戦）、伊藤敦基（第6戦）、解説：小松辰雄（第5戦）、彦野利勝（第6戦）
  - 放送時間：17:57 -（試合終了まで）
- 東海ラジオ（SF）《MBSとの2局ネット》
  - 実況：森貴俊（第5戦）、大澤広樹（第6戦）、解説：鹿島忠（第5戦）、不明（第6戦）
  - 放送時間：SFは17:45 -、MBSは17:59 -（試合終了まで）
- TBSラジオ《関東広域圏ローカル》
  - 実況：林正浩（第5戦）、清水大輔（第6戦）、解説：元木大介（第5戦）、牛島和彦（第6戦）、ゲスト：梵英心（第5戦のみ・広島内野手）
  - 放送時間：17:50 -（試合終了まで）
- ニッポン放送（LF）《関東広域圏ローカル》
  - 実況：山田透（第5戦）、不明（第6戦）、解説：関根潤三（第5戦）、不明（第6戦）
  - 放送時間：17:30 -（試合終了まで）
- ABCラジオ《近畿広域圏ローカル》
  - 実況：枝松順一（第5戦）、伊藤史隆（第6戦）、解説：福本豊（第5戦・第6戦とも）
  - 放送時間：17:30 -（試合終了まで）
- アール・エフ・ラジオ日本《CBC制作の裏送り》
  - 実況：高田寛之（CBC、第5戦）、角上清司（CBC、第6戦）、解説：木俣達彦（第5戦）、高木守道（第6戦）、リポーター：不明（CBC、第5戦・第6戦とも）、小林幸明（巨人サイド、第5戦・第6戦とも）
  - 放送時間：17:55 -（試合終了まで）
- NHKラジオ第1
  - 実況：冨坂和男（第5戦）、広坂安伸（第6戦）、解説：山本和行（第5戦）、与田剛（第6戦）
  - 放送時間：18:05 - 18:50、19:20 - 21:00